# Philippe Tagne Noubissi
Philippe Tagne Noubissi est un entrepreneur, self made man et philanthrope camerounais actif dans la distribution. Il fonde et dirige la grande distribution Dôvv qui est une chaine de supermarchés.

## Biographie

### Enfance en débuts
Philippe Tagne Noubissi est né à Nkongsamba. Il s'installe à l'âge de 13 ans à Yaoundé. Il devient pousseur, c'est-à-dire vendre ambulant avec un pousse-pousse. 
À Essos, quartier de Yaoundé, Philippe Tagne Noubissié, il y a plus de 30 ans, a fait ses premiers pas de commerçant, d’abord comme pousseur, puis, sauveteur et gérant d’une parfumerie,. Il ouvre d'abord plusieurs boutiques qui sont cassées par la communauté urbaine. Puis il construit en 2014 une grande surface, quatrième supermarché du Groupe Dôvv qu'il fonde, après ceux de Mokolo, Bastos, et Marché Central de Yaoundé. 

### Carrière
Il ouvre sa première boutique en 1993 à Elig Ezoa.
Il commence comme vendeur à la sauvette avant de bâtir son premier supermarché Dôvv. Ses enseignes évoluent dans un milieu influencé par la concurrence locale et étrangère.